# Straßenbahnstrecke Schottenring–Stammersdorf
| Zwei Züge der Linie 31 in Floridsdorf |                        |                                    |                                    |
| Streckenlänge: | 11 km                  |                                    |                                    |
| Spurweite: | 1435 mm (Normalspur)   |                                    |                                    |
| Stromsystem: | 600 Volt Oberleitung = |                                    |                                    |
| |                        |                                    |                                    |
| \| \| \| \| \| \| \| \| Schleife Schottenring \| \| \| \| \| Schottenring, Börse 71 \| \| \| \| \| Schottenring 31 \| \| \| \| \| Franz-Josefs-Kai, Schwedenplatz \| \| \| \| \| nach Schottenring, Börse \| \| \| \| \| Donaukanal \| \| \| \| \| alte Strecke \| \| \| \| \| Obere Donaustraße \| \| \| \| \| Obere Augartenstraße \| \| \| \| \| alte Strecke \| \| \| \| \| Gaußplatz \| \| \| \| \| Klosterneuburger Straße 31 \| \| \| \| \| Wallensteinplatz \| \| \| \| \| Wallensteinstraße 33 \| \| \| \| \| zur Schleife Raffaelgasse \| \| \| \| \| Brigittaplatz \| \| \| \| \| Jägerstraße \| \| \| \| \| Wexstraße 31 \| \| \| \| \| Materialrutsche Stromstraße \| \| \| \| \| Nordwestbahn (Nordwestbahnhof) \| \| \| \| \| Höchstädtplatz \| \| \| \| \| Dresdner Straße 2 \| \| \| \| \| Schleife Friedrich-Engels-Platz \| \| \| \| \| Friedrich-Engels-Platz 2 33 \| \| \| \| \| \| \| \| \| \| Handelskai, Donauuferbahn \| \| \| \| \| Donau \| \| \| \| \| Floridsdorfer Brücke \| \| \| \| \| Neue Donau \| \| \| \| \| Donauufer Autobahn \| \| \| \| \| Hubertusdamm \| \| \| \| \| alte Strecke \| \| \| \| \| Matthäus-Jiszda-Straße \| \| \| \| \| Häuserblockschleife Ferstlschleife \| \| \| \| \| Floridsdorf 25 30 \| \| \| \| \| \| \| \| \| \| Floridsdorf \| \| \| \| \| Schloßhofer Straße 25 26 \| \| \| \| \| Am Spitz – Prager Straße 26 \| \| \| \| \| alte Strecke \| \| \| \| \| Floridsdorfer Markt \| \| \| \| \| Betriebsbahnhof Floridsdorf \| \| \| \| \| Bahnsteggasse \| \| \| \| \| Nordwestbahn (Floridsdorf) \| \| \| \| \| Brünner Straße \| \| \| \| \| Floridsdorfer Hochbahn \| \| \| \| \| Shuttleworthstraße \| \| \| \| \| Großjedlersdorf \| \| \| \| \| Carabelligasse \| \| \| \| \| \| \| \| \| \| Hanreitergasse \| \| \| \| \| Schleife Hanreitergasse \| \| \| \| \| Empergergasse \| \| \| \| \| Anton-Schall-Gasse \| \| \| \| \| Marchfeldkanal \| \| \| \| \| Van-Swieten-Kaserne \| \| \| \| \| alte Strecke \| \| \| \| \| \| \| \| \| \| Häuserblockschleife Stammersdorf \| \| \| \| \| Stammersdorf 30 31 \| \| \| \| \| Stammersdorfer Lokalbahn \| \| |                        |                                    |                                    |
| U-Bahn-Strecke von links · U-Bahn-Strecke von rechts |                        |                                    |                                    |
| U-Bahn-Verschwenkung nach links · U-Bahn-Verschwenkung nach rechts |                        | Schleife Schottenring              | Schleife Schottenring              |
| U-Bahn-Abzweig geradeaus und nach links |                        | Schottenring, Börse 71             | Schottenring, Börse 71             |
| U-Bahn-Bahnhof |                        | Schottenring 31                    | Schottenring 31                    |
| U-Bahn-Abzweig geradeaus und von links |                        | Franz-Josefs-Kai, Schwedenplatz    | Franz-Josefs-Kai, Schwedenplatz    |
| U-Bahn-Abzweig geradeaus und ehemals von links |                        | nach Schottenring, Börse           | nach Schottenring, Börse           |
| U-Bahn-Brücke über Wasserlauf |                        | Donaukanal                         | Donaukanal                         |
| U-Bahn-Verschwenkung von links · U-Bahn-Verschwenkung von rechts (Strecke außer Betrieb) |                        | alte Strecke                       | alte Strecke                       |
| U-Bahn-Haltepunkt / Haltestelle · U-Bahn-Strecke (außer Betrieb) |                        | Obere Donaustraße                  | Obere Donaustraße                  |
| U-Bahn-Haltepunkt / Haltestelle · U-Bahn-Strecke (außer Betrieb) |                        | Obere Augartenstraße               | Obere Augartenstraße               |
| U-Bahn-Verschwenkung nach links · U-Bahn-Verschwenkung nach rechts (Strecke außer Betrieb) |                        | alte Strecke                       | alte Strecke                       |
| U-Bahn-Haltepunkt / Haltestelle |                        | Gaußplatz                          | Gaußplatz                          |
| U-Bahn-Abzweig geradeaus und nach links |                        | Klosterneuburger Straße 31         | Klosterneuburger Straße 31         |
| U-Bahn-Haltepunkt / Haltestelle |                        | Wallensteinplatz                   | Wallensteinplatz                   |
| U-Bahn-Abzweig geradeaus und von links |                        | Wallensteinstraße 33               | Wallensteinstraße 33               |
| U-Bahn-Abzweig geradeaus und nach rechts |                        | zur Schleife Raffaelgasse          | zur Schleife Raffaelgasse          |
| U-Bahn-Haltepunkt / Haltestelle |                        | Brigittaplatz                      | Brigittaplatz                      |
| U-Bahn-Bahnhof |                        | Jägerstraße                        | Jägerstraße                        |
| U-Bahn-Abzweig geradeaus, nach links und von links |                        | Wexstraße 31                       | Wexstraße 31                       |
| U-Bahn-Abzweig geradeaus und ehemals nach rechts |                        | Materialrutsche Stromstraße        | Materialrutsche Stromstraße        |
| U-Bahn-Kreuzung mit Eisenbahn geradeaus unten |                        | Nordwestbahn (Nordwestbahnhof)     | Nordwestbahn (Nordwestbahnhof)     |
| U-Bahn-Haltepunkt / Haltestelle |                        | Höchstädtplatz                     | Höchstädtplatz                     |
| U-Bahn-Abzweig geradeaus, nach rechts und von rechts |                        | Dresdner Straße 2                  | Dresdner Straße 2                  |
| U-Bahn-Strecke von links · U-Bahn-Abzweig geradeaus und nach rechts |                        | Schleife Friedrich-Engels-Platz    | Schleife Friedrich-Engels-Platz    |
| U-Bahn-Haltepunkt / Haltestelle · U-Bahn-Haltepunkt / Haltestelle |                        | Friedrich-Engels-Platz 2 33        | Friedrich-Engels-Platz 2 33        |
| U-Bahn-Strecke nach links · U-Bahn-Abzweig geradeaus und nach rechts |                        |                                    |                                    |
| U-Bahn-Kreuzung mit Eisenbahn geradeaus oben |                        | Handelskai, Donauuferbahn          | Handelskai, Donauuferbahn          |
| U-Bahn-Brücke über Wasserlauf |                        | Donau                              | Donau                              |
| U-Bahn-Haltepunkt / Haltestelle |                        | Floridsdorfer Brücke               | Floridsdorfer Brücke               |
| U-Bahn-Brücke über Wasserlauf |                        | Neue Donau                         | Neue Donau                         |
| U-Bahn-Brücke |                        | Donauufer Autobahn                 | Donauufer Autobahn                 |
| U-Bahn-Haltepunkt / Haltestelle |                        | Hubertusdamm                       | Hubertusdamm                       |
| U-Bahn-Abzweig geradeaus und ehemals nach links · U-Bahn-Strecke von rechts (außer Betrieb) |                        | alte Strecke                       | alte Strecke                       |
| U-Bahn-Haltepunkt / Haltestelle · U-Bahn-Strecke (außer Betrieb) |                        | Matthäus-Jiszda-Straße             | Matthäus-Jiszda-Straße             |
| U-Bahn-Strecke von links · U-Bahn-Abzweig geradeaus, nach rechts und von rechts · U-Bahn-Strecke (außer Betrieb) |                        | Häuserblockschleife Ferstlschleife | Häuserblockschleife Ferstlschleife |
| U-Bahn-Haltepunkt / Haltestelle · U-Bahn-Strecke · U-Bahn-Strecke (außer Betrieb) |                        | Floridsdorf 25 30                  | Floridsdorf 25 30                  |
| U-Bahn-Strecke nach links · U-Bahn-Abzweig geradeaus, nach rechts und von rechts · U-Bahn-Strecke (außer Betrieb) |                        |                                    |                                    |
| U-Bahn-Bahnhof · U-Bahn-Strecke (außer Betrieb) |                        | Floridsdorf                        | Floridsdorf                        |
| U-Bahn-Abzweig geradeaus, nach rechts und von rechts · U-Bahn-Strecke (außer Betrieb) |                        | Schloßhofer Straße 25 26           | Schloßhofer Straße 25 26           |
| U-Bahn-Abzweig geradeaus und nach links · U-Bahn-Strecke (außer Betrieb) |                        | Am Spitz – Prager Straße 26        | Am Spitz – Prager Straße 26        |
| U-Bahn-Abzweig geradeaus und ehemals von links · U-Bahn-Strecke nach rechts (außer Betrieb) |                        | alte Strecke                       | alte Strecke                       |
| U-Bahn-Haltepunkt / Haltestelle |                        | Floridsdorfer Markt                | Floridsdorfer Markt                |
| U-Bahn-Abzweig geradeaus, nach links und von links |                        | Betriebsbahnhof Floridsdorf        | Betriebsbahnhof Floridsdorf        |
| U-Bahn-Haltepunkt / Haltestelle |                        | Bahnsteggasse                      | Bahnsteggasse                      |
| U-Bahn-Kreuzung mit Eisenbahn geradeaus unten · S-Bahnhof quer |                        | Nordwestbahn (Floridsdorf)         | Nordwestbahn (Floridsdorf)         |
| U-Bahn-Bahnhof |                        | Brünner Straße                     | Brünner Straße                     |
| U-Bahn-Kreuzung mit Eisenbahn geradeaus unten |                        | Floridsdorfer Hochbahn             | Floridsdorfer Hochbahn             |
| U-Bahn-Haltepunkt / Haltestelle |                        | Shuttleworthstraße                 | Shuttleworthstraße                 |
| U-Bahn-Haltepunkt / Haltestelle |                        | Großjedlersdorf                    | Großjedlersdorf                    |
| U-Bahn-Haltepunkt / Haltestelle |                        | Carabelligasse                     | Carabelligasse                     |
| U-Bahn-Abzweig geradeaus und nach links · U-Bahn-Strecke von rechts |                        |                                    |                                    |
| U-Bahn-Haltepunkt / Haltestelle · U-Bahn-Haltepunkt / Haltestelle |                        | Hanreitergasse                     | Hanreitergasse                     |
| U-Bahn-Abzweig geradeaus und nach links · U-Bahn-Strecke nach rechts |                        | Schleife Hanreitergasse            | Schleife Hanreitergasse            |
| U-Bahn-Haltepunkt / Haltestelle |                        | Empergergasse                      | Empergergasse                      |
| U-Bahn-Haltepunkt / Haltestelle |                        | Anton-Schall-Gasse                 | Anton-Schall-Gasse                 |
| U-Bahn-Brücke über Wasserlauf |                        | Marchfeldkanal                     | Marchfeldkanal                     |
| U-Bahn-Haltepunkt / Haltestelle |                        | Van-Swieten-Kaserne                | Van-Swieten-Kaserne                |
| U-Bahn-Verschwenkung von links · U-Bahn-Verschwenkung von rechts (Strecke außer Betrieb) |                        | alte Strecke                       | alte Strecke                       |
| U-Bahn-Verschwenkung nach links · U-Bahn-Verschwenkung nach rechts (Strecke außer Betrieb) |                        |                                    |                                    |
| U-Bahn-Abzweig geradeaus und nach links · U-Bahn-Strecke von rechts |                        | Häuserblockschleife Stammersdorf   | Häuserblockschleife Stammersdorf   |
| Kopfbahnhof Streckenanfang (Strecke außer Betrieb) · U-Bahn-Bahnhof · U-Bahn-Strecke |                        | Stammersdorf 30 31                 | Stammersdorf 30 31                 |
| Strecke (außer Betrieb) · U-Bahn-Strecke nach links · U-Bahn-Strecke nach rechts |                        | Stammersdorfer Lokalbahn           | Stammersdorfer Lokalbahn           |

Die Straßenbahnstrecke Schottenring–Stammersdorf ist ein Teilstück der Straßenbahn Wien und führt vom Schottenring im Stadtzentrum in den einstigen Vorort Stammersdorf nördlich der Donau. Die Strecke bedient die Bezirke 1, 2, 20 und 21. Heute verkehrt auf ihr größtenteils die Linie 31, auf Teilstrecken fahren Wagen der Linien 2, 30 und 33.

## Geschichte

### Dampftramway
Die Dampftramway-Gesellschaft vormals Krauss & Comp. (DTKC) eröffnete am 7. Juni 1886 ihre zweite Dampfstraßenbahn-Strecke in Wien. Sie verlief von der Stephaniebrücke (heute: Salztorbrücke) nach Stammersdorf und führte über die Obere Donaustraße den Donaukanal entlang, an der Augartenbrücke vorbei, zum Gaußplatz, zur Jägerstraße, Stromstraße und Marchfeldstraße, dann zum Friedrich-Engels-Platz, über die Floridsdorfer Brücke zur Floridsdorfer Hauptstraße und die Brünner Straße bis zum Bahnhof Stammersdorf. Am Spitz in Floridsdorf zweigte die zeitgleich in Betrieb genommene Zweigstrecke nach Groß Enzersdorf ab.
Am 26. April 1903 wurde die Stammersdorfer Lokalbahn vom Bahnhof Stammersdorf nach Auersthal eröffnet, in den Folgejahren gab es durchgehende Züge nach Auersthal. Auch Güter, vor allem landwirtschaftliche Produkte wie Gemüse und Milch wurden transportiert. 1907 wurde die Strecke (wie auch die DTKC) von der Gemeinde Wien - Städtische Straßenbahnen unter Direktor Ludwig Spängler übernommen.
Später begann die Strecke am Franz-Josefs-Kai (Häuserblockschleife über Esslinggasse, Gonzagagasse und Zelinkagasse) und führt seither über die Augartenbrücke.

### 1910 bis zum Ende des Zweiten Weltkriegs
Der Streckenabschnitt vom Ring bis nach Floridsdorf wurde bis 18. Jänner 1910 elektrifiziert. Am 17. Oktober 1911 war die Strecke bis Großjedlersdorf und am 30. Dezember 1911 bis zum Bahnhof Stammersdorf elektrifiziert, was fortan die betriebliche Trennung von Straßenbahn und Lokalbahn in Stammersdorf bedeutete.
Der ehemaligen Dampftramwaylinie wurde das Liniensignal „31“ zugewiesen. Ab 16. Mai 1927 verkehrten Züge vom Ring nach Stammersdorf unter dem Liniensignal „331“, Züge bis Großjedlersdorf unter dem Signal „231“. Als Linie „31“ wurden nur noch die kurzgeführten Züge bis Floridsdorf bezeichnet.
Die seit 1911 als Eisenbahn betriebene Stammersdorfer Lokalbahn wurde am 1. Mai 1913 von den Niederösterreichischen Landesbahnen übernommen. Es gab bis in die 1930er Jahre Gleisverbindungen zwischen den beiden Betriebsformen. Im Mai 1988 wurde der niederösterreichische Verkehr von Stammersdorf nordwärts eingestellt, 1995 wurden die Gleise im Bahnhof Stammersdorf abgetragen.

### Nachkriegszeit
Der Straßenbahnbetrieb über die im Krieg zerstörte Floridsdorfer Brücke konnte nach deren Reparatur am 19. Mai 1946 wieder aufgenommen werden. Von 1950 an verkehrten auf der heutigen 31er-Strecke bis in die 1960er Jahre auch die sogenannten Amerikaner, in den USA gebraucht gekaufte vierachsige Triebwagen, die bei Fahrgästen und Personal wegen des großen Platzangebotes (46 Sitzplätze, 47 Stehplätze) und der gepolsterten Sitze sehr beliebt waren.
Die Verlegung der Strecke von der Floridsdorfer Hauptstraße in den Straßenzug Matthäus-Jiszda-Straße – Schöpfleuthnergasse – Schloßhofer Straße zum 4. Juni 1961 diente der Verbesserung der Anbindung des Bahnhofs Floridsdorf (Wiener S-Bahn) an die Straßenbahn.
Am 6. Juni 1964 wurde in Stammersdorf anstelle der bisherigen Kuppelendstelle eine Wendeschleife eröffnet, die den Einsatz von Einrichtungsfahrzeugen ermöglicht.
Die Strecke durch die Obere Donaustraße wurde am 23. August 1978 gesperrt, die Züge werden seitdem über Obere und Untere Augartenstraße geführt.
Am 4. September 1982 wurden die dreistelligen Liniensignale aufgegeben; seitdem verkehren die Züge vom Schottenring nach Stammersdorf unter dem Liniensignal „31“.

### Jüngere Geschichte und Gegenwart
Im Oktober 1990 wurde die Strecke auf der Brünner Straße vor Stammersdorf als letzter Streckenabschnitt in Wien zweigleisig ausgebaut.
Am 4. Mai 1996 wurde im Zuge der Verlängerung der U-Bahn-Linie U6 nach Floridsdorf die zwischen Ring und Floridsdorf teilweise auf der Strecke verkehrende Straßenbahnlinie „32“ eingestellt. Die Linie „31“ wurde zwischen Gaußplatz und Stromstraße auf die Strecke der bisherigen Linie „32“ in die Klosterneuburger Straße und die Wexstraße, statt wie bis dahin durch die Jägerstraße, verlegt. Die Gleise in der Jägerstraße blieben für Betriebszwecke erhalten.
Seit dem 23. Dezember 2000 verkehren Niederflurfahrzeuge auf der Linie „31“.
Am 16. April 2007 wurde zwischen den Haltestellen Van-Swieten-Kaserne und Stammersdorf eine neue Trasse, direkt neben der Brünner Straße, eröffnet und die alte Trasse beim Regnerweg aufgelassen.
Im Herbst 2018 wurde die Wendeschleife bei der Endstation Schottenring umgebaut, um auch von den Ringlinien anfahrbar zu werden. Damit sollte während der U2-Sperre ab 2019 ein Ersatzverkehr ermöglicht werden. Die Straßenbahnlinie 31 wurde während der Baustellenzeit temporär auf dem Franz-Josefs-Kai bis zur Station Schwedenplatz verlängert.

### Verstärkerlinien
Am 5. Juni 1928 wurde die Linie „31/5“ zwischen Westbahnhof und Floridsdorf eingerichtet, eine Kombination aus den Linien „5“ und „31“. Seit dem 3. November 1959 verkehrt diese Linie Richtung stadteinwärts nur noch bis zur U-Bahn-Station Josefstädter Straße, am 10. März 1986 wurde sie stadtauswärts bis zur Gerasdorfer Straße verlängert. Am 4. Mai 1996, mit Verlegung der Linie 31 in der Brigittenau, wurde die Linie zur Stammlinie und in „33“ umbenannt.
Am 27. Dezember 2004 wurde diese Linie Richtung Stammersdorf bis zum Friedrich-Engels-Platz verkürzt. Zwischen Floridsdorf und Stammersdorf wurde die Linie „30“ als Verstärkung für die Linie „31“ eingerichtet.

## Galerie

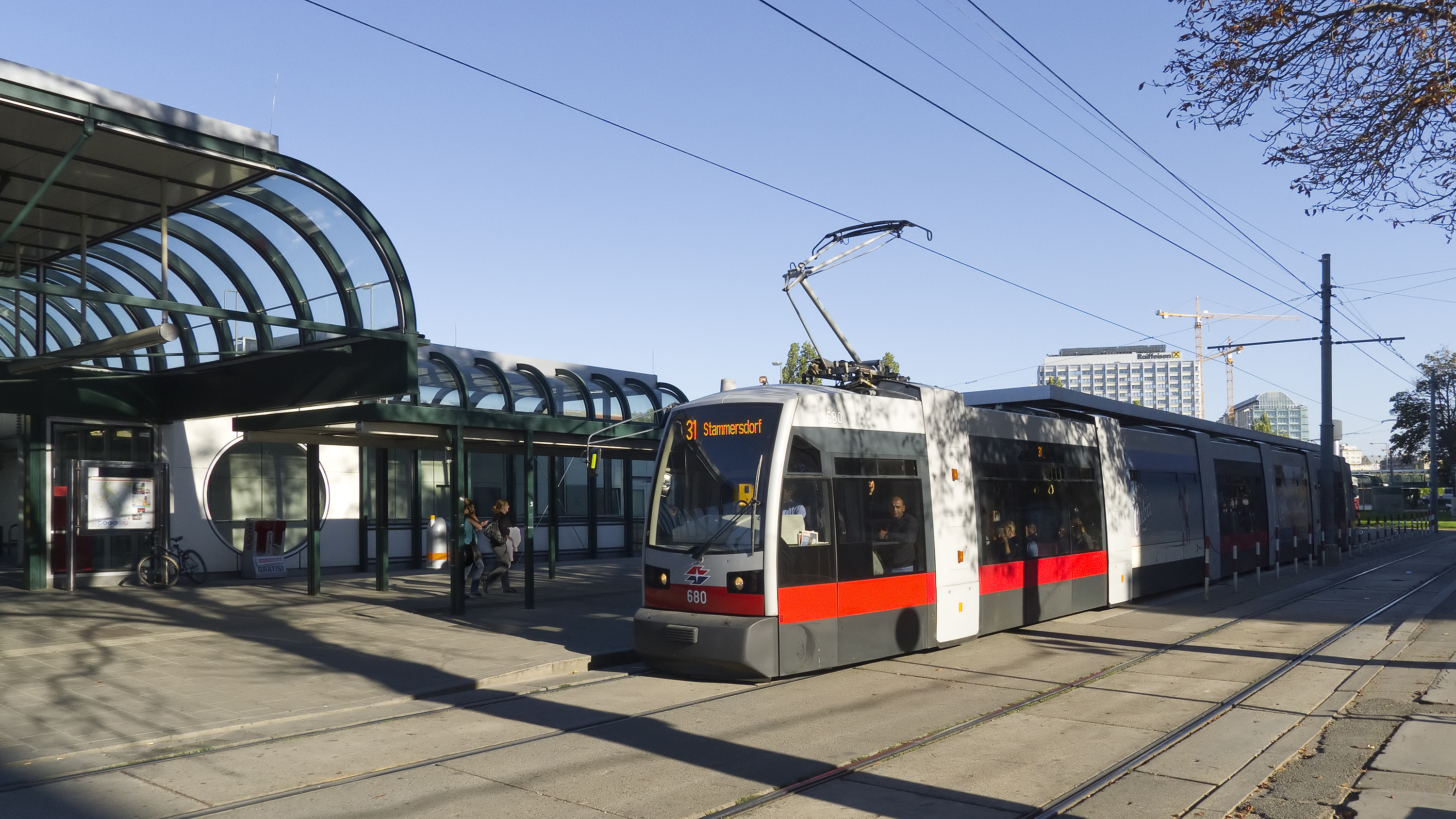
Schottenring
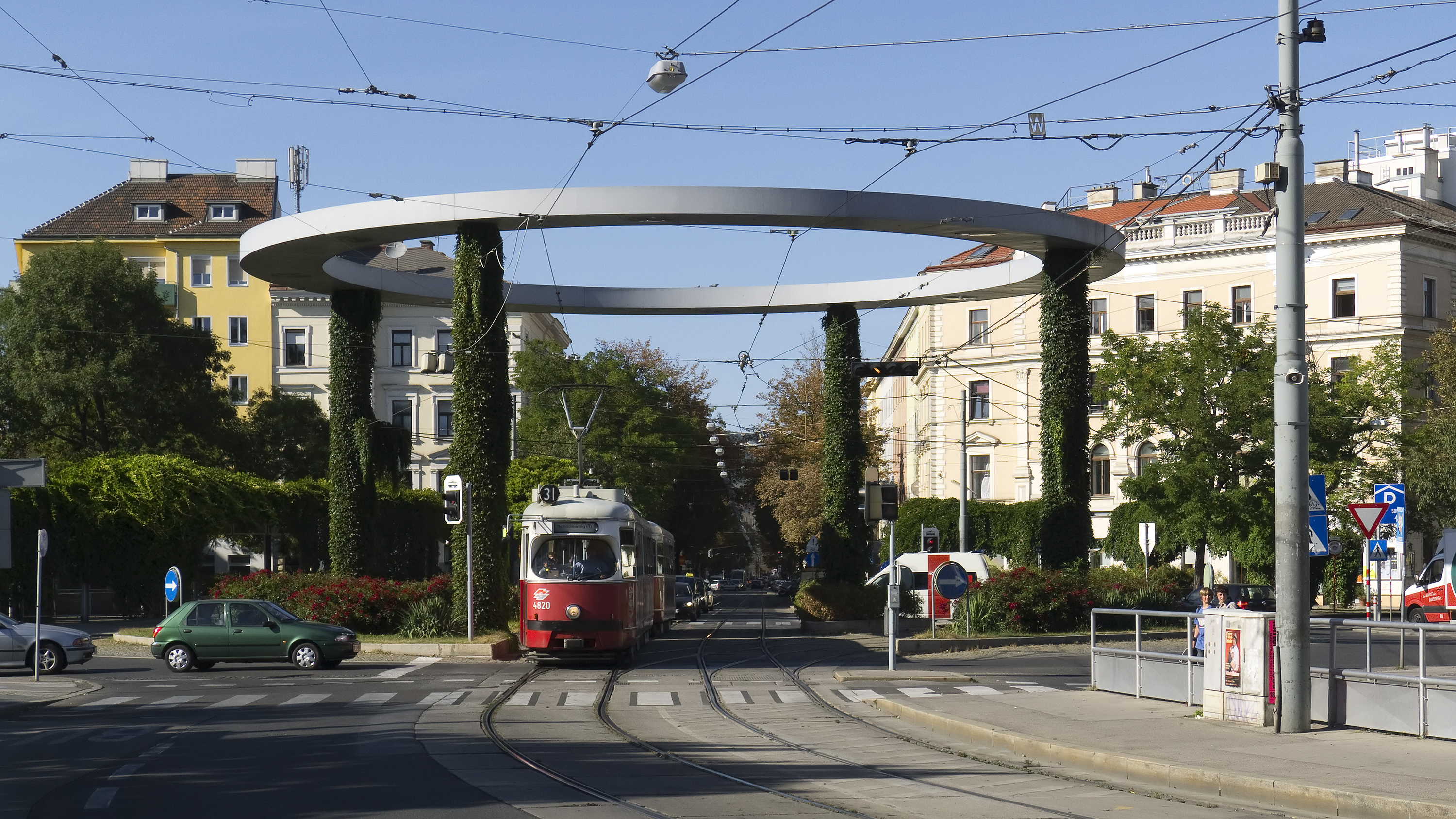
Gaußplatz
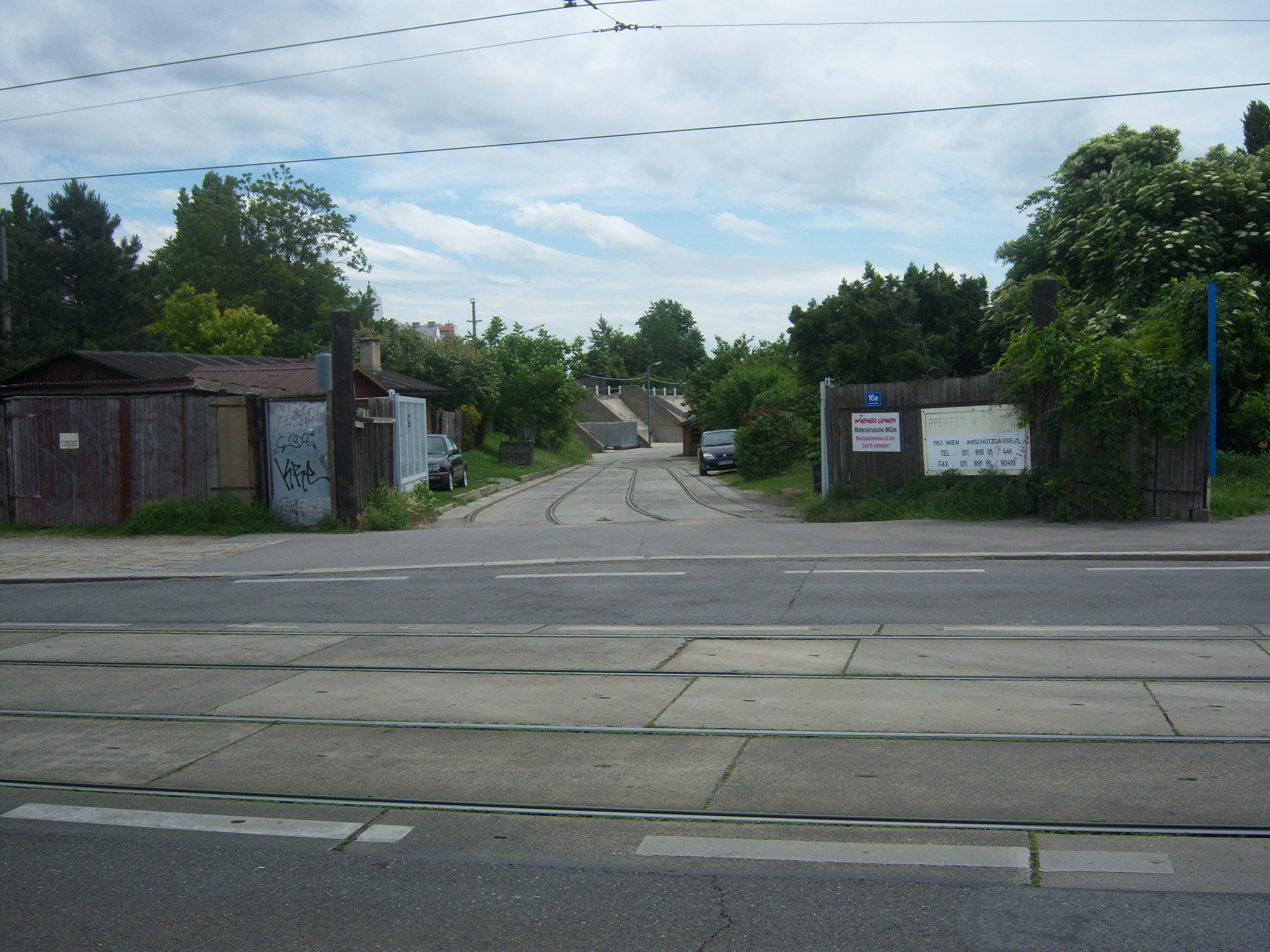
Ehemalige Materialrutsche Stromstraße
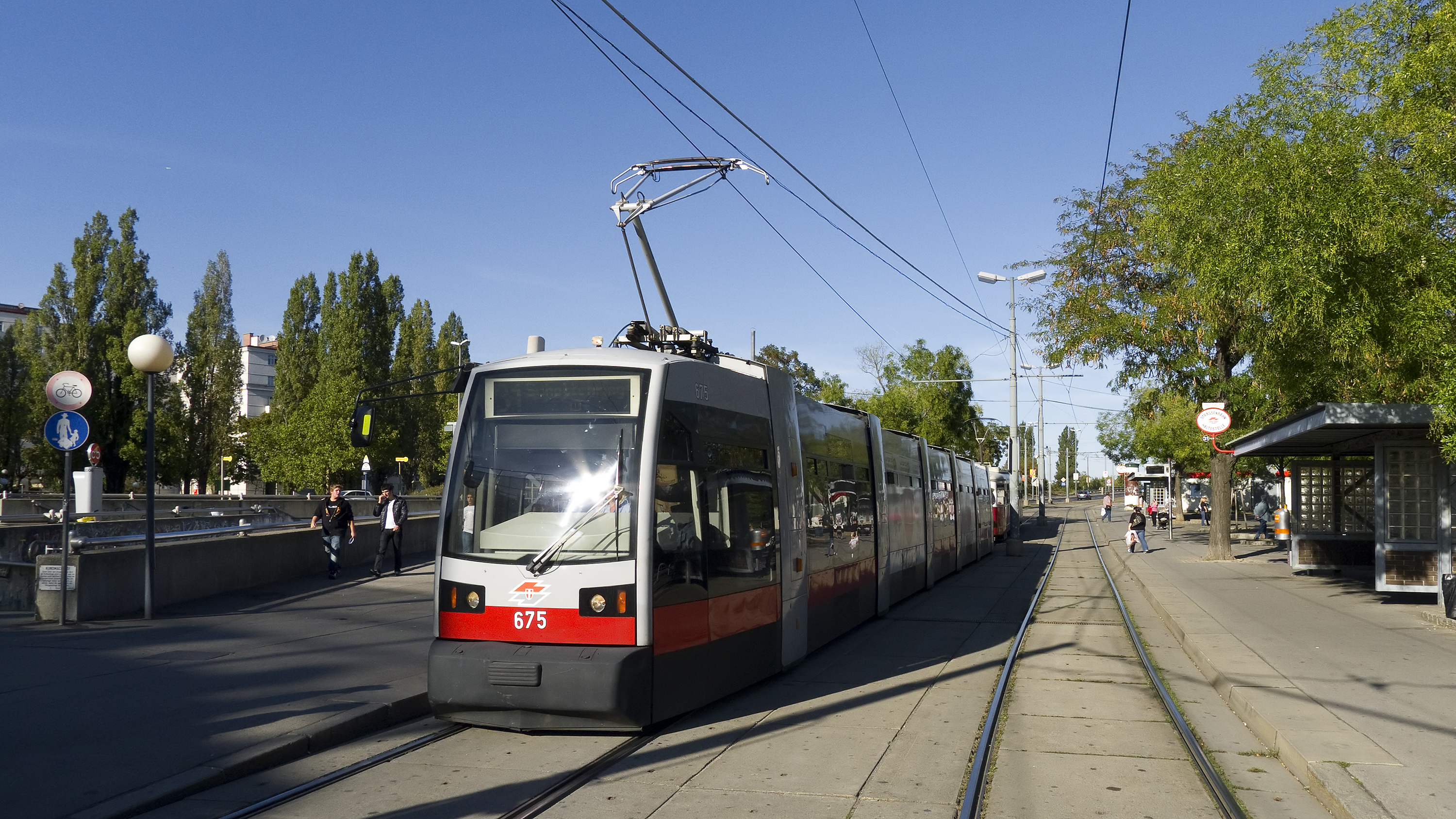
Friedrich-Engels-Platz
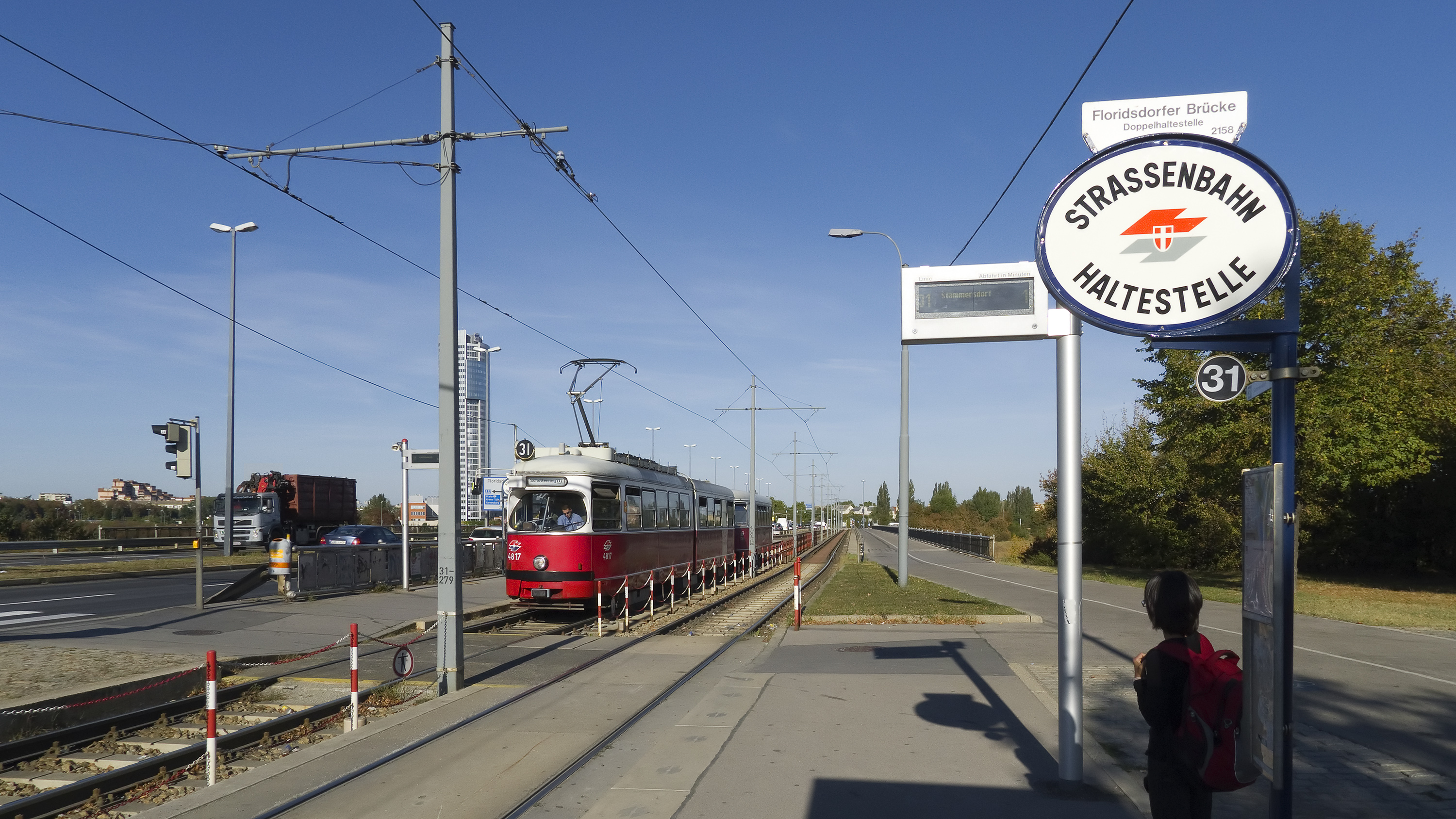
Floridsdorfer Brücke
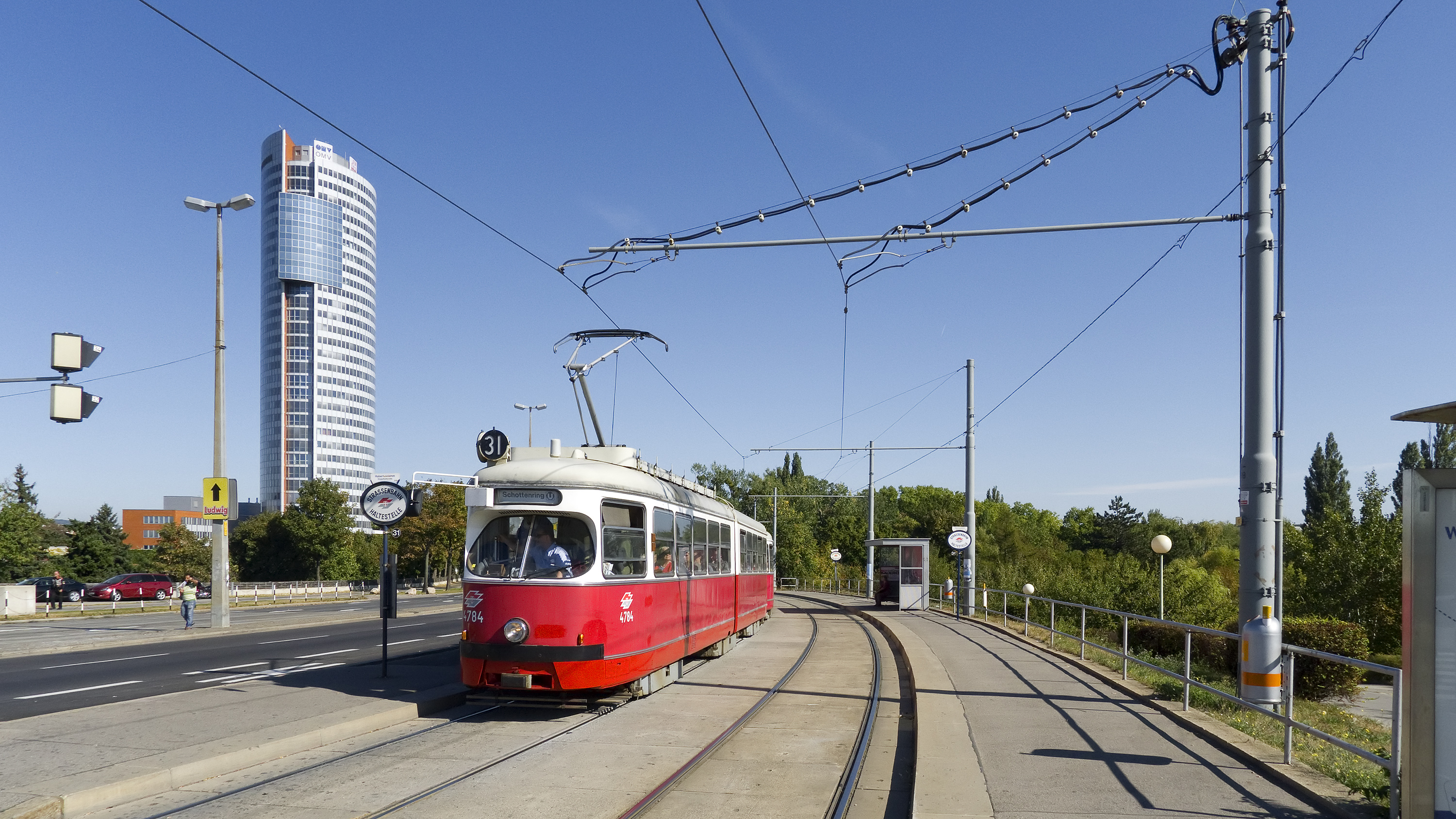
Hubertusdamm Florido Tower
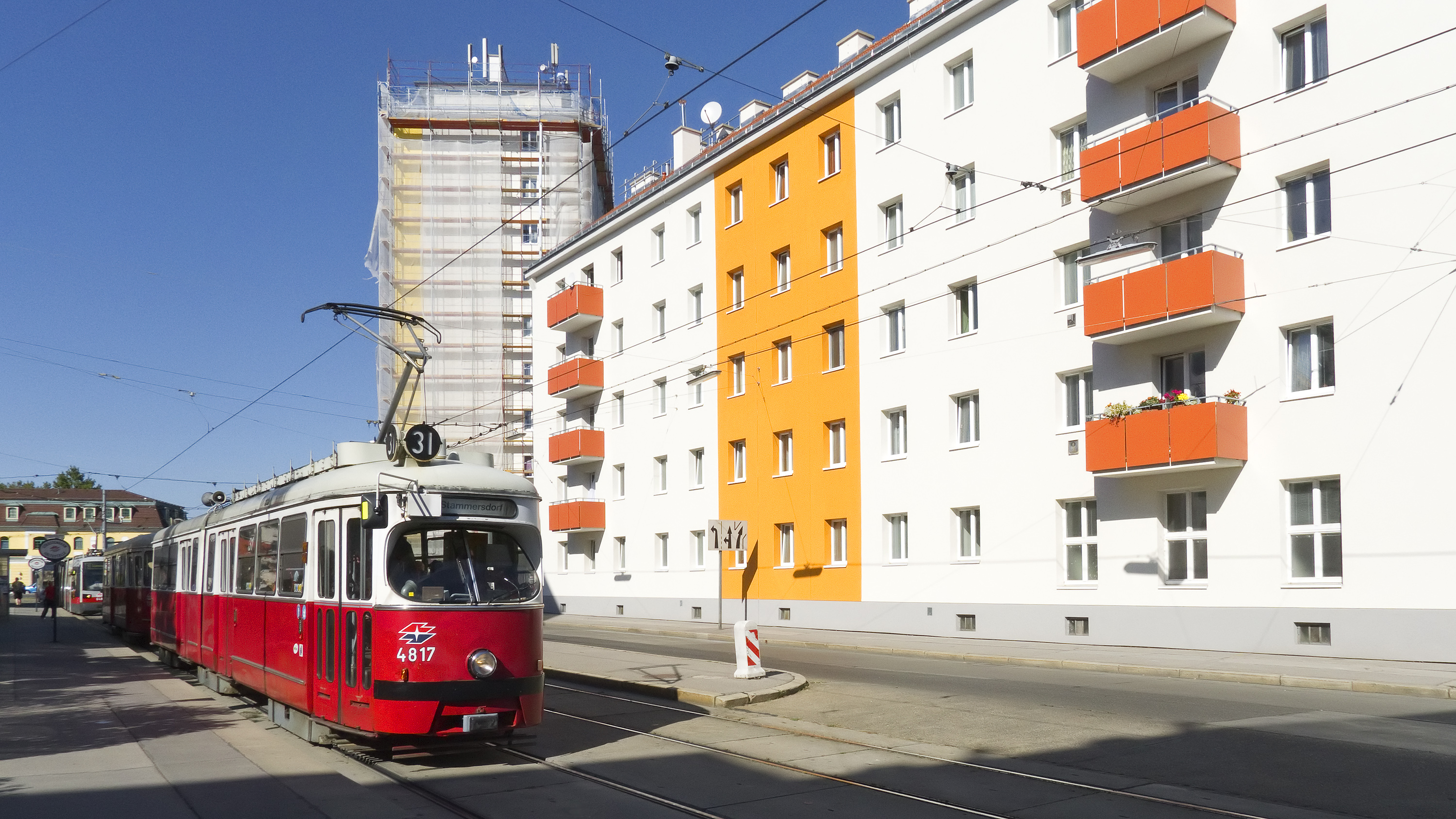
Matthäus-Jiszda-Straße
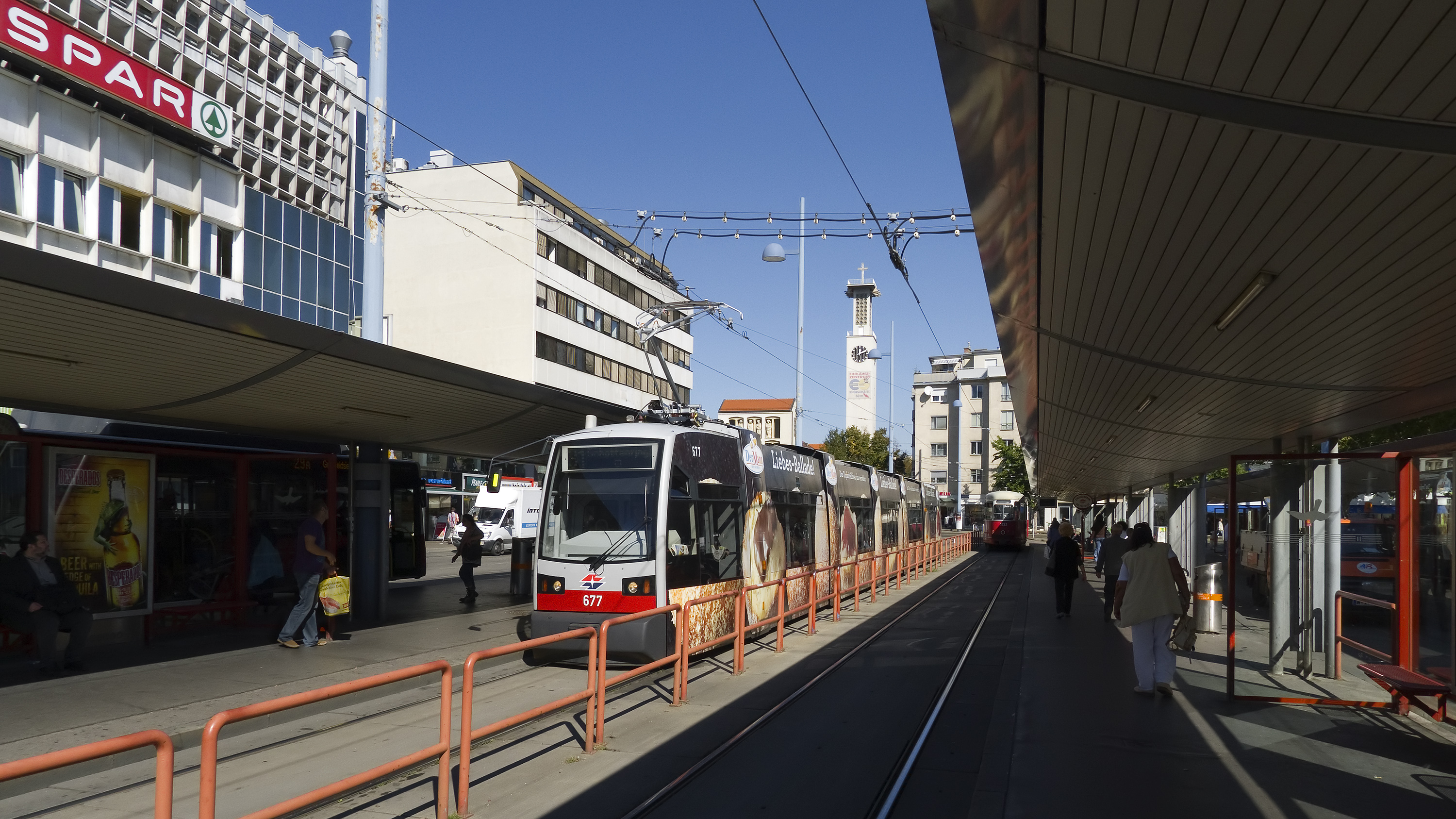
Floridsdorf Bahnhof Floridsdorf
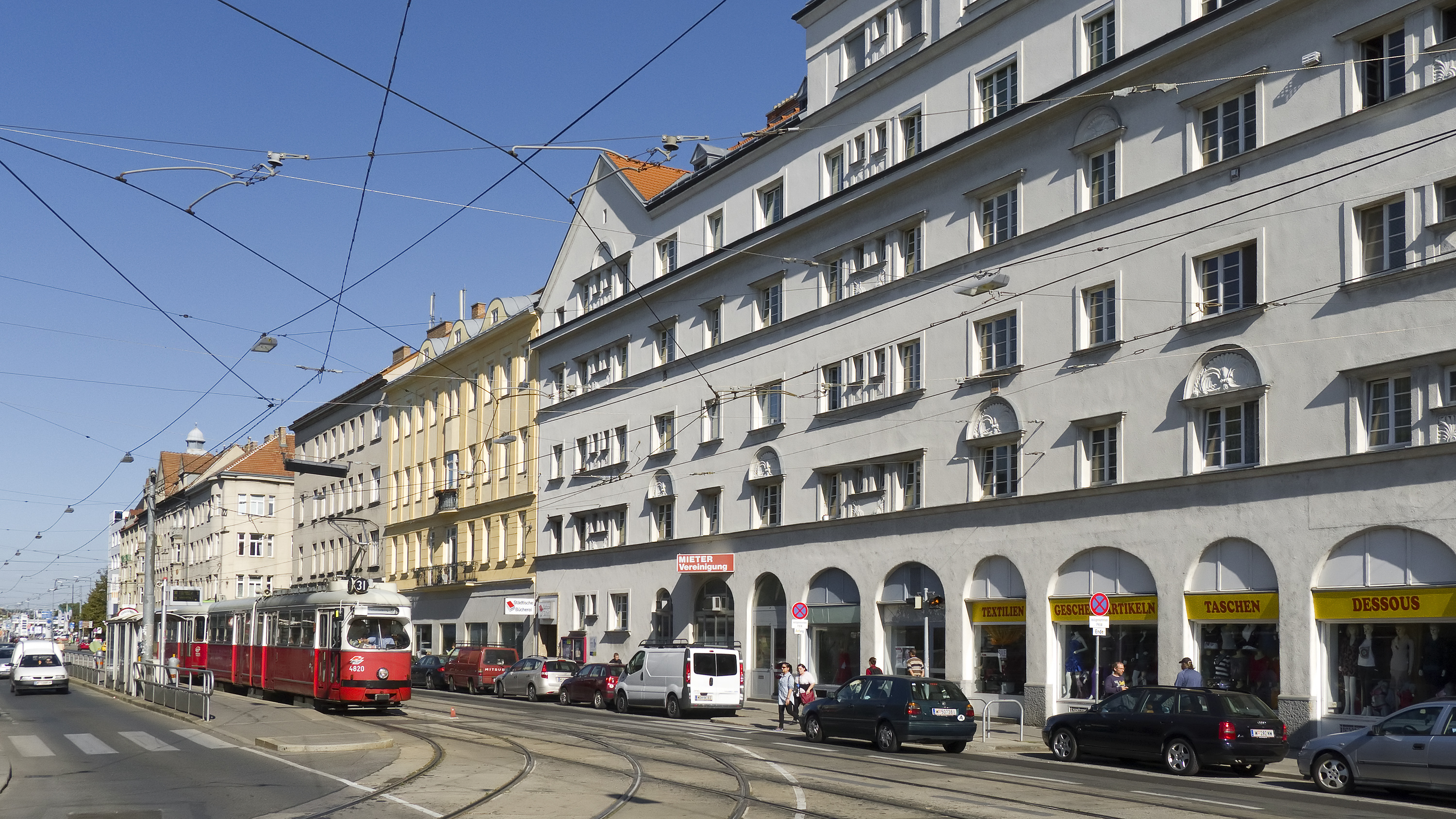
Floridsdorfer Markt Schlingerhof
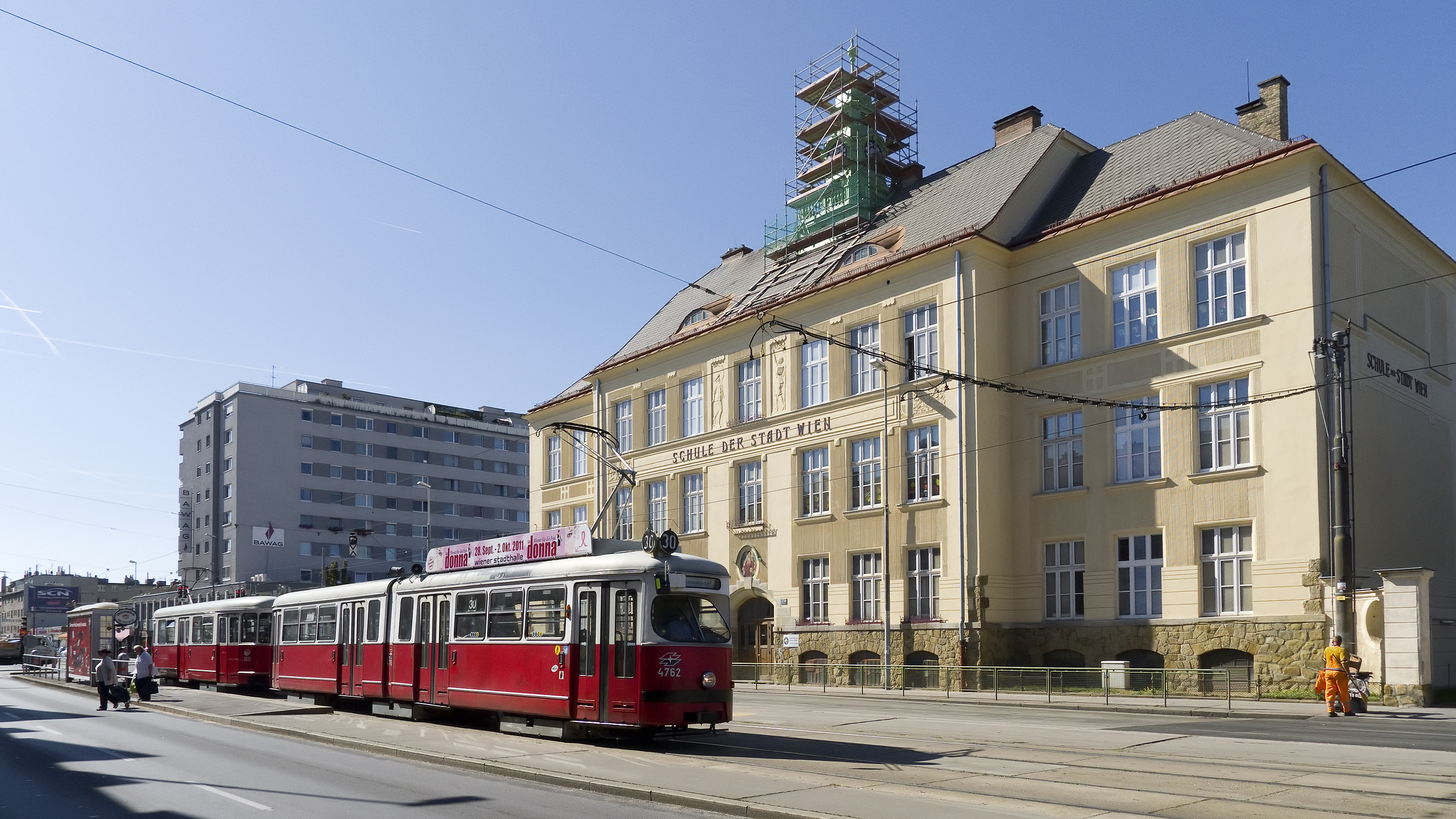
Großjedlersdorf
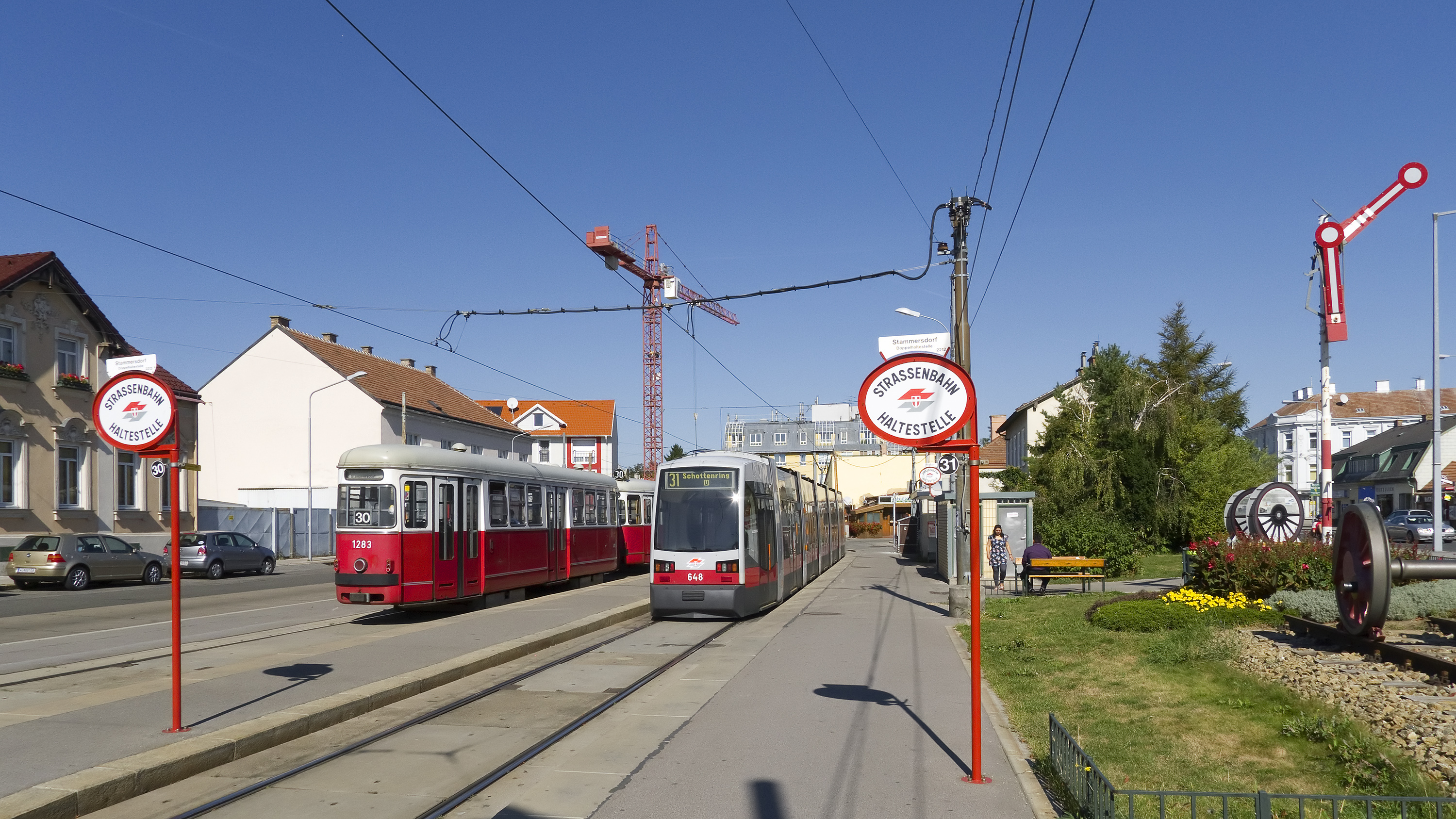
Stammersdorf